# بانخون
تعد بانخون (بالإسبانية: Panjón)‏ رعية تنتمي الي بلدية نيجران التي تقع في مقاطعة بونتيفيدرا التابعة لمنطقة جاليسيا شمال غرب إسبانيا، حيث يبلغ عدد سكانها نحو 3300 نسمة، وتقع علي ارتفاع 40 متراً فوق مستوي سطح البحر، فهي قرية صيد تقليدي – كما هي الآن – وخاصة في فصل الصيف حيث انها تمتلك ميناء صيد ولها شاطئ خاص بها مرتبط بمساحات شاسعة مع رمال شاطئ بلايا الأمريكي، لذلك فهي تعتبر مقصد سياحي هام. 
فهذه المدينة على الرغم من أنها عانت من اضطرابات هائلة في المناطق الحضرية في العقود السابقة الا انها مازالت محتفظة بمزيج غريب في الغلاف الجوي البحري ومنتجع البلدة القريبة من مدينة فيجو حيث المناخ الجزئي الذي وفر لها الحماية من الرياح الشمالية، ووفر لها ايضاً هدوء شواطئها الذي جعل العديد من سكان مدينة فيجو يقررون الإقامة فيها. فهذا النمو يجعل جبال بانخون الشاهقة تتوسع وتمتد نحو الشرق الي ان تصل إلى عاصمتها لحمايتها. هذا النمو كان منخفض الكثافة ولكنه كان مسئولاً عن تغيير ملامح بيئته الطبيعية، الذي هو اليوم شبه معدوم، على الرغم من أن نمط هذا النمو قام بنسخ كل ما هو أسوأ من الخطط السياحية خلال ستين عاماً.

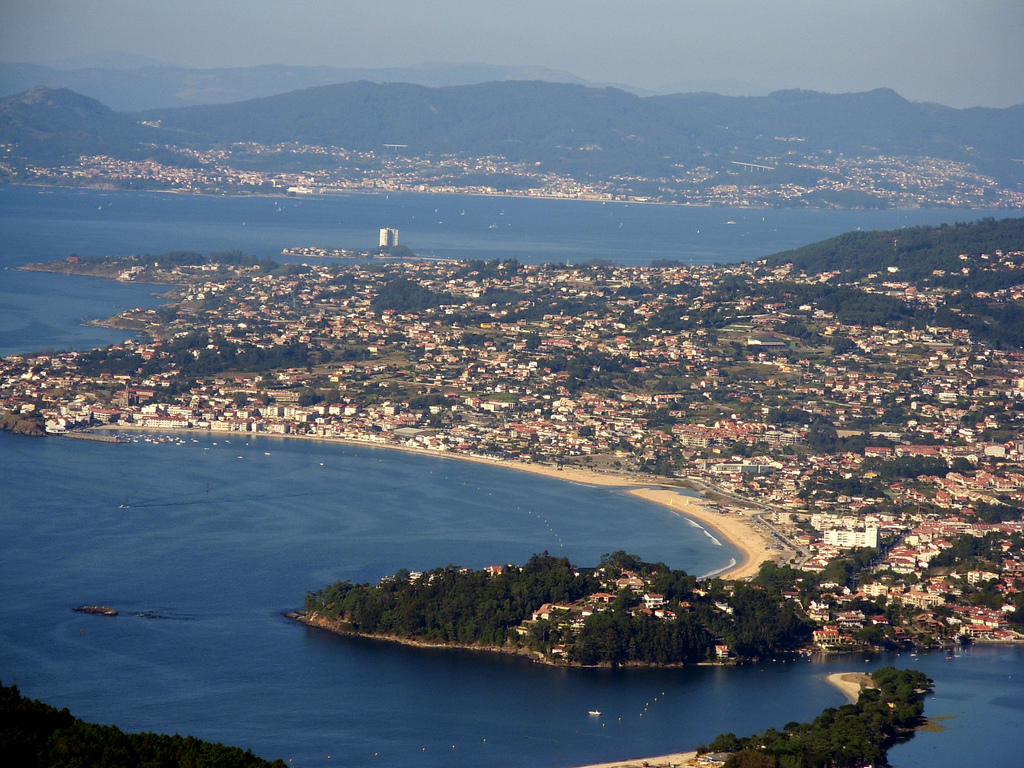
مشهد بانوراما لبانخون مع شؤاطي برايا الامريكية

موقع بانخون في اسبانيا

موقع بانخون في محافظة بونتيفيدرا.

## التاريخ
هناك عدد قليل جدا من الوثائق التي تتحدث عن أصل سكان بال مينيور، فنحن نقوم بعرض واحدة من الدراسات القليلة التي تدور حول أصل سكان نهر فيجو التي قام بنشرها المؤرخ والكاتب خوسيه دي سانتياجو جوميز في عام 1896، حيث أشار الي أصل اسم هذه القرية، ومن خلال هذا الافتراض اصبحنا أقرب لمعرفة أصلها.

## وسائل النقل والمواصلات
تعتبر بانخون في الوسط بين نيجران وجوندومار من خلال خدمة الاتوبيسات، كما انها متصلة أيضاً بكلا من فيجو وبايونا.
|    | خط سير الحافلات بين المدن التي تقع في بانخون                                                       |
| -- | -------------------------------------------------------------------------------------------------- |
| 1B | بايونا - لارامايوسا - بانخون - فيجو                                                                |
| 1G | فيجو - برايا ديه باتوس - بانخون - لارامايوسا - بايونا [ يمر فقط ببرايا ديه باتوس في اتجاه بايونا ] |
| 2A | جوندومار - لارامايوسا - بانخون - فيجو                                                              |
| 2C | جوندومار - لارامايوسا - بانخون - برايا ديه باتوس - فيجو [ يمر فقط ببرايا ديه باتوس في اتجاه فيجو ] |